# Giro del Lussemburgo 2012
Il Giro del Lussemburgo 2012, settantaseiesima edizione della corsa, si svolse dal 30 maggio al 3 giugno su un percorso di 726 km ripartiti in 4 tappe più un cronoprologo, con partenza e arrivo a Lussemburgo. Fu vinto dal danese Jakob Fuglsang della RadioShack-Nissan davanti all'olandese Wout Poels e al lussemburghese Fränk Schleck.

## Tappe
| Tappa  | Data      | Percorso                                      | km    | Vincitore di tappa | Leader cl. generale |
| ------ | --------- | --------------------------------------------- | ----- | ------------------ | ------------------- |
| Prol.  | 30 maggio | Lussemburgo > Lussemburgo (cron. individuale) | 2,6   | Jimmy Engoulvent   | Jimmy Engoulvent    |
| 1ª     | 31 maggio | Lussemburgo > Hesperange                      | 181   | André Greipel      | Jimmy Engoulvent    |
| 2ª     | 1º giugno | Schifflange > Leudelange                      | 183,9 | André Greipel      | Jimmy Engoulvent    |
| 3ª     | 2 giugno  | Eschweiler > Differdange                      | 205,4 | Wout Poels         | Jakob Fuglsang      |
| 4ª     | 3 giugno  | Mersch > Lussemburgo                          | 153,5 | Jürgen Roelandts   | Jakob Fuglsang      |
| Totale | Totale    | Totale                                        | 726   |                    |                     |

## Dettagli delle tappe

### Prologo
- 30 maggio: Lussemburgo > Lussemburgo (cron. individuale) – 2,6 km

| Pos. | Corridore        | Squadra      | Tempo |
| ---- | ---------------- | ------------ | ----- |
| 1    | Jimmy Engoulvent | Saur-Sojasun | 3'43" |
| 2    | Grégory Rast     | RadioShack   | a 3"  |
| 3    | Jonathan Hivert  | Saur-Sojasun | s.t.  |

| Pos. | Corridore        | Squadra      | Tempo |
| ---- | ---------------- | ------------ | ----- |
| 1    | Jimmy Engoulvent | Saur-Sojasun | 3'43" |
| 2    | Grégory Rast     | RadioShack   | a 3"  |
| 3    | Jonathan Hivert  | Saur-Sojasun | s.t.  |

### 1ª tappa
- 31 maggio: Lussemburgo > Hesperange – 181 km

| Pos. | Corridore         | Squadra | Tempo    |
| ---- | ----------------- | ------- | -------- |
| 1    | André Greipel     | Lotto   | 4h53'56" |
| 2    | Davide Appollonio | Sky     | s.t.     |
| 3    | Samuel Dumoulin   | Cofidis | s.t.     |

| Pos. | Corridore        | Squadra      | Tempo    |
| ---- | ---------------- | ------------ | -------- |
| 1    | Jimmy Engoulvent | Saur-Sojasun | 4h57'39" |
| 2    | Grégory Rast     | RadioShack   | a 3"     |
| 3    | Jonathan Hivert  | Saur-Sojasun | s.t.     |

### 2ª tappa
- 1º giugno: Schifflange > Leudelange – 183,9 km

| Pos. | Corridore        | Squadra | Tempo    |
| ---- | ---------------- | ------- | -------- |
| 1    | André Greipel    | Lotto   | 4h29'20" |
| 2    | Ben Swift        | Sky     | s.t.     |
| 3    | Jürgen Roelandts | Lotto   | s.t.     |

| Pos. | Corridore        | Squadra      | Tempo    |
| ---- | ---------------- | ------------ | -------- |
| 1    | Jimmy Engoulvent | Saur-Sojasun | 9h26'59" |
| 2    | Grégory Rast     | RadioShack   | a 3"     |
| 3    | Jonathan Hivert  | Saur-Sojasun | s.t.     |

### 3ª tappa
- 2 giugno: Eschweiler > Differdange – 205,4 km

| Pos. | Corridore      | Squadra     | Tempo    |
| ---- | -------------- | ----------- | -------- |
| 1    | Wout Poels     | Vacansoleil | 5h01'11" |
| 2    | Jakob Fuglsang | RadioShack  | s.t.     |
| 3    | Fränk Schleck  | RadioShack  | s.t.     |

| Pos. | Corridore      | Squadra     | Tempo     |
| ---- | -------------- | ----------- | --------- |
| 1    | Jakob Fuglsang | RadioShack  | 14h28'17" |
| 2    | Wout Poels     | Vacansoleil | a 2"      |
| 3    | Fränk Schleck  | RadioShack  | a 5"      |

### 4ª tappa
- 3 giugno: Mersch > Lussemburgo – 153,5 km

| Pos. | Corridore         | Squadra    | Tempo    |
| ---- | ----------------- | ---------- | -------- |
| 1    | Jürgen Roelandts  | Lotto      | 2h39'58" |
| 2    | Laurens De Vreese | Vlaanderen | a 25"    |
| 3    | Jakob Fuglsang    | RadioShack | s.t.     |

| Pos. | Corridore      | Squadra     | Tempo     |
| ---- | -------------- | ----------- | --------- |
| 1    | Jakob Fuglsang | RadioShack  | 17h08'40" |
| 2    | Wout Poels     | Vacansoleil | a 2"      |
| 3    | Fränk Schleck  | RadioShack  | a 5"      |

## Classifiche finali

### Classifica generale
| Pos. | Corridore          | Squadra                          | Tempo     |
| ---- | ------------------ | -------------------------------- | --------- |
| 1    | Jakob Fuglsang     | RadioShack-Nissan                | 17h08'40" |
| 2    | Wout Poels         | Vacansoleil-DCM Pro Cycling Team | a 2"      |
| 3    | Fränk Schleck      | RadioShack-Nissan                | a 5"      |
| 4    | Jonathan Hivert    | Saur-Sojasun                     | a 20"     |
| 5    | Tom Dumoulin       | Argos-Shimano                    | a 24"     |
| 6    | Samuel Dumoulin    | Cofidis                          | a 25"     |
| 7    | Sébastien Delfosse | Landbouwkrediet-Euphony          | a 28"     |
| 8    | Maxime Monfort     | RadioShack-Nissan                | a 29"     |
| 9    | Bob Jungels        | Leopard-Trek Continental Team    | s.t.      |
| 10   | Martin Elmiger     | Ag2r-La Mondiale                 | a 32"     |